# Nadezhda Volkova
Nadezhda Volkova (em russo:  Надежда Волкова; Carcóvia, 20 de junho de 1920 – Vovchansk, 26 de novembro de 1942) foi uma mensageira em uma célula secreta do Komsomol durante a Segunda Guerra Mundial. Ela foi postumamente declarada Heroína da União Soviética em 8 de maio de 1965, mais de vinte anos após sua morte na guerra.

## Vida civil
Volkova nasceu em 24 de junho de 1920 em Kharkiv em uma família de colarinho branco; seu pai era russo e sua mãe judia. Em 1936 sua família mudou-se para Konotop em Sumy, onde se formou na escola secundária. Depois que a Alemanha invadiu a União Soviética em 1941, Nadezhda foi evacuada para a aldeia de Insary na República Socialista Soviética Autônoma Mordoviana. Lá ela se matriculou em cursos de enfermagem e começou a trabalhar em um hospital próximo até março de 1942.

## Atividades partidárias
Volkova deixou seu emprego no hospital em março para participar de um treinamento na Escola Central de Organizadores Partidários em Moscou. Depois de se formar na escola no outono, ela foi designada para o Destacamento Partidário da Floresta Volchansk, baseado no Oblast de Kharkov, na Ucrânia. Ela foi nomeada para trabalhar como oficial de ligação para Aleksandr Shcherbak, o secretário do destacamento e do comitê regional do Komsomol. Quando o grupo caiu de paraquedas na floresta de Starosaltovskiy, Shcherbak aterrissou em uma árvore e quebrou as pernas quando saltou da árvore. Ele recebeu muletas, mas lutou para andar pelo resto de sua vida. Uma unidade da Gestapo estava sediada no distrito, resultando em uma grande presença policial que tornou as operações de execução muito difíceis para os partidários. Como o oficial de ligação Volkova foi encarregado de ir em missões de reconhecimento para reunir informações sobre atividades inimigas e transferir informações através de unidades partidárias. Ela também foi eficaz no recrutamento de novos membros para se juntar à resistência, tendo espalhado panfletos em várias aldeias e conversado com jovens interessados em ingressar na unidade. Enquanto o comitê do Komsomol pretendia principalmente desenvolver esforços de resistência e organizar destacamentos partidários, os membros do comitê participavam de sabotagem e espionagem contra o Eixo com o restante dos partidários; A própria Volkova participou em muitas missões conjuntas.
Quando as autoridades alemãs souberam da localização da organização partidária clandestina, cercaram um grupo de dezessete partidários com mais de cem soldados do Eixo. Volkova se recusou a deixar Shcherbak para trás, e como ele não podia correr de muletas eles se esconderam em um abrigo enquanto Volkova atirava no inimigo com uma metralhadora, ganhando tempo para a maioria dos guerrilheiros escaparem. Quando ela estava com pouca munição, ela apontou a arma para si para evitar a captura; Shcherbak também morreu naquela batalha e ambos foram enterrados em Vovchansk. Em 8 de maio de 1965, ela e Shcherbak foram declarados Heróis dos Sindicatos Soviéticos por decreto do Soviete Supremo.